# Javier Nadal Corral
Javier Nadal Corral   (Xeraco, 22 d'octubre de 1982) és un advocat i pilotaire xeraquer, conegut com a Dorín en la seua faceta de punter.Al 2017 deixa el món professional. El 2019 guanyà el Campionat Autonòmic de Raspall junt amb Guille d'Alzira i Héctor Ibiza.
| A.   | Campionat                                    | Resultat  | Rest             | Adversaris               |
| ---- | -------------------------------------------- | --------- | ---------------- | ------------------------ |
| 2017 | III Copa de Raspall                          | campió    | Moltó de Barxeta |                          |
| 2007 | XIV Lliga professional                       | subcampió | Waldo d'Oliva    | Tur, Salva i Leandro III |
| 2007 | Trofeu Gregori Maians                        | subcampió | Waldo d'Oliva    | Tur, Salva i Leandro III |
| 2007 | Trofeu Mancomunitat de municipis de la Safor | subcampió |                  |                          |
| 2009 | Trofeu Mancomunitat de municipis de la Safor | subcampió |                  |                          |
| 2010 | Trofeu Mancomunitat de municipis de la Safor | campió    |                  |                          |
| 2013 | Trofeu Mixt Savipecho                        | campió    |                  |                          |
| 2014 | Trofeu Mixt Savipecho                        | campió    |                  |                          |